# Acer okamotoanum
Acer okamotoanum é uma espécie de árvore do gênero Acer, pertencente à família Aceraceae.